# Hypena aneliopis
Hypena aneliopis là một loài bướm đêm trong họ Erebidae.